# 4968 Suzamur
4968 Suzamur (1986 PQ) là một tiểu hành tinh vành đai chính được phát hiện ngày 1 tháng 8 năm 1986 bởi E. F. Helin ở Palomar.